# LTE

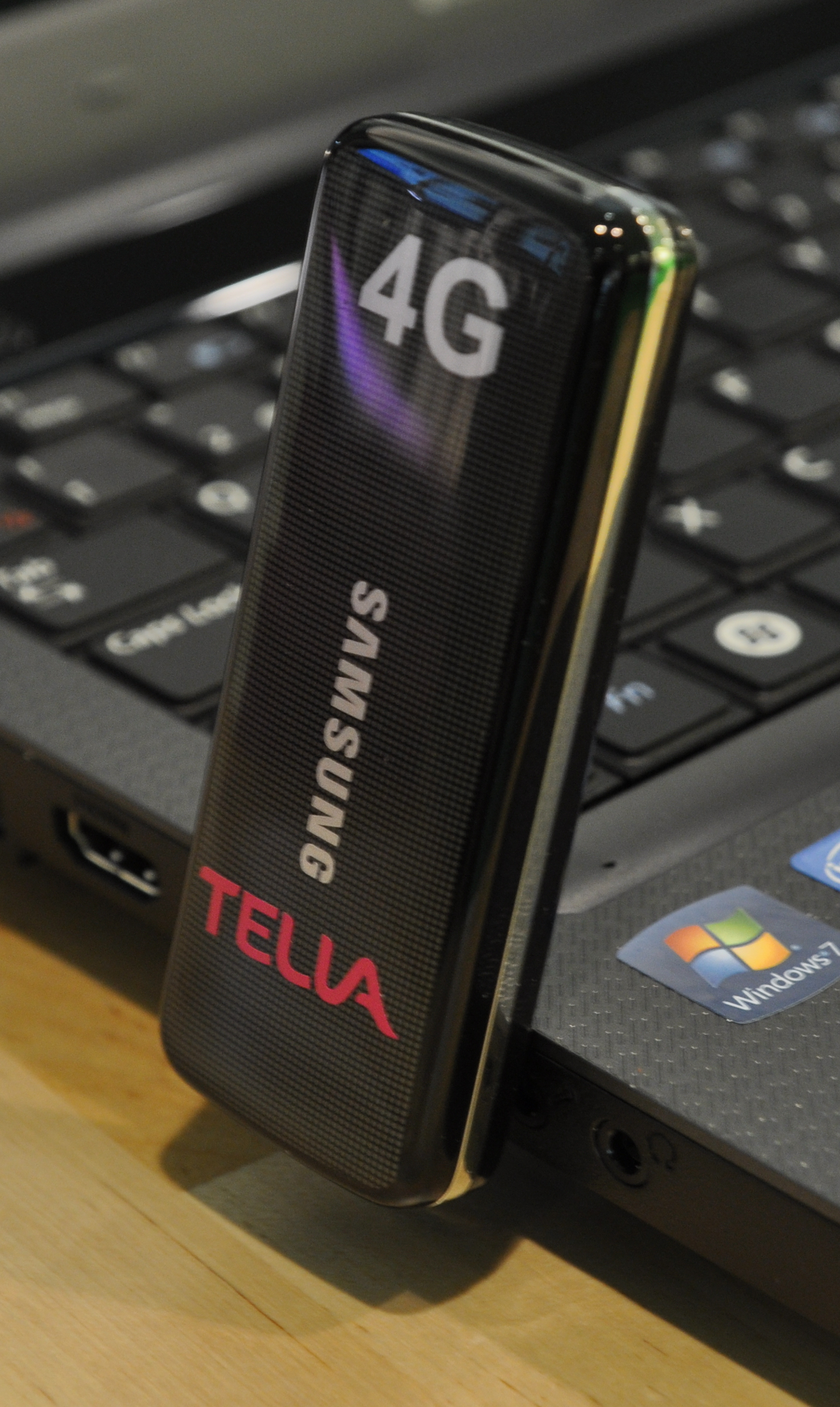
Ett LTE-modem

3GPP LTE (3rd Generation Partnership Project Long Term Evolution) är steget efter 3G inom mobil radiokommunikation. LTE införs i 3GPP release 8. LTE är inte samma sak som 4G, utan benämns som 3.9G. För 4G se LTE advanced.
Målet för 3GPP-projektet är att vidareutveckla mobilstandarden UMTS (Universal Mobile Telecommunications System), erbjuda högre kapacitet för användarna och en enklare teknik för mobilt bredband. Forskare och utvecklingsingenjörer världen över – från mer än 60 operatörer, leverantörer och forskningsinstitut – deltar i den samlade satsningen att standardisera LTE.[källa behövs]

## Överblick
LTE uppfyller många, men inte alla, krav som specificerats för fjärde generationens mobila nät med topphastigheter för nedladdning på minst 100 Mbit/s, för uppladdning 50 Mbit/s och för round-trip delay time på högst 30 millisekunder (det vill säga för en signal att gå från en terminal tvärs igenom radionätet till en server och tillbaka). LTE stödjer flexibla kanalbredder - från mindre än 5 MHz upp till 20 MHz – liksom både Frequency Division Duplex (FDD) och Time Division Duplex (TDD). Femton parade och åtta oparade frekvensband har hittills valts ut av 3GPP för LTE.[källa behövs]
3GPP:s Release 8 innebär bättre utnyttjande av spektrum, lägre kostnader, bättre tjänster, utnyttjande av både nytt och frilagt spektrum samt bättre integration med öppna standarder.[källa behövs] Arkitekturen som blir resultatet av detta arbete kallas Evolved Packet System (EPS) och omfattar Evolved UTRAN (E-UTRAN) på access-sidan samt Evolved Packet Core (EPC) för kärnnätet. E-UTRAN och EPC är 3GPP:s benämningar på de mera allmänt kända LTE respektive SAE.
Huvudfördelarna med LTE är ökad överföringskapacitet, minskade fördröjningar i nätet, FDD och TDD i samma plattform och OPEX, en enkel arkitektur som leder till låga driftkostnader. LTE kommer också tillåta direkt anslutning till existerande nät: GSM, WCDMA och CDMA. 
Standarden har följande tekniska data:
- Topphastighet för nerladdning på 326,4 Mbit/s för 4x4 antenner, 172,8 Mbit/s för 2x2 antenner (20 MHz spektrum)
- Topphastighet för uppladdning på 86,4 Mbit/s (20 MHz spektrum)
- Ökad spektrum-flexibilitet, med spektrum-band från 1,4 MHz och upp till 20 MHz.
- Samexistens med etablerade standarder (användaren kan börja ett samtal eller en dataöverföring i en cell med LTE, och om denne tappar täckningen direkt fortsätta på GSM/EDGE WCDMA/HSPA, eller CDMA/EV-DO

## Tidsram
3GPP release 8 blev fryst som standard i december 2008. Systemet utvecklades från tidigare UMTS kombinerade krets- och paketkopplade nät till ett "platt" helt IP-baserat paketnät.
Standarden var så komplett att hårdvarukonstruktörer redan 2007 tog fram chipset samt testade utrustning och basstationer. Testutrustning för LTE levererades från tidigt 2008 och vid Mobile World Congress i Barcelona 2008 demonstrerade Ericsson världens första end-to-end mobilsamtal i LTE. Motorola visade vid samma tillfälle en eNodeB (basstation) för LTE samt LTE-chipset.

## E-UTRAN Air Interface
E-UTRAN-systemet använder OFDMA (Orthogonal Frequency Division Multiple Access) för nerlänken (från basstation till terminal) och SC-FDMA (Single Carrier FDMA) för upplänken och använder MIMO (multiple-input multiple output) med upp till fyra antenner per enhet. Kanalkodningsschemat för transportblock är turbo coding och ett "contention-free" QPP (quadratic permutation polynomial) turbo code internal interleaver.
Användningen av OFDM, ett system där det tillgängliga spektrumet är delat i tusentals mycket smala bärvågor - alla på olika frekvenser och alla bärande en del av signalen – gör att E-UTRAN använder spektrum mycket mer flexibelt än de tidigare CDMA-baserade systemen som dominerar 3G. CDMA-nät kräver breda frekvensband för varje bärvåg för att vara effektiva och nå höga överföringshastigheter.

## Nerlänken
LTE använder OFDM för nerlänken – det vill säga från basstationen till terminalen. OFDM möter LTE:s krav på spektrumflexibilitet och möjliggör kostnadseffektiva lösningar för mycket breda bärvågor med höga topphastigheter. Tekniken är väletablerad, den finns bland annat i standarder som IEEE 802.11a/b/g, 802.16, HIPERLAN-2, DVB och DAB.
Bandbredden i OFDM är för nerlänken 15 kHz vilket innebär att i ett 20 MHz-band finns 1200 kanaler. Transmissionen är tidsdelad i tidsluckor på 0,5 ms och sub-ramar på 1,0 ms. En radio-ram består av 10 sub-ramar och är alltså 10 ms lång.
De modulationsformat som stöds på nerlänken är QPSK, 16QAM och 64QAM.

## Upplänken
För upplänken använder LTE en förkodad version av OFDM som kallas SC-FDMA (Single-Carrier Frequency Division Multiple Access). Detta för att kompensera för en svaghet hos normal OFDM, som har ett högt PAPR (Peak to Average Power Ratio). Högt PAPR kräver dyra och ineffektiva effektförstärkare med höga krav på linjäritet, vilket ökar kostnaden för terminaler och snabbt tömmer batteriet. SC-FDMA löser detta problem genom att gruppera resursblocken så att kraven på linjäritet minskar och även effektförbrukningen i förstärkaren. Lågt PAPR förbättrar också täckning och prestanda i utkanten av cellen.

## LTE i Sverige
Världens första allmänt tillgängliga LTE-nät lanserades december 2009 i Stockholm och Oslo av Telia.[källa behövs]